# Suupeas
Suupeas（ すーぴーず ）は、日本の2人組ガールズ音楽ユニット。ボカロPによるボカロックを歌う「お昼寝系」をコンセプトに活動。2024年（令和6年）9月3日（秋の睡眠デー）に活動を開始。

## 概要
声優やプロ雀士としても活動する、ボーカリストの「ひなぷ（武田雛歩）」と、ちょっと変わったことも真顔でできる謎の美少女ことギター、DJ＆サンプラー使いの「はるぽん」の2人体制で、ボカロック×お昼寝系をコンセプトに活動。
ユニット名は、ピクニック時に見かけたお昼寝をしている人たちの幸せそうな姿から着想を得た。過去に別のガールズバンドにて共に音楽活動をしていたが、卒業・解散後Suupeasとして活動を始めた。
2025年3月にはシンガポールの大規模アニメフェスへの出演や、初のEPアルバムを発売。同年6月8日には初のワンマンライブを渋谷WWWにて開催。

## メンバー
| 名前     | 担当                 |
| -------- | -------------------- |
| ひなぷ   | ボーカル             |
| はるぽん | ギター サンプラー DJ |

## 来歴
2024年
- 9月3日、オリジナル曲「ヘッチャカ」を1st Digital singleとして配信後、同年12月24日にMusic VideoをYouTubeにて公開。
- 11月1日、オリジナル曲「℃りぃむ℃ore」を2nd Digital singleとして配信、同日Music VideoをYouTubeにて公開。

2025年
- 1月13日、オリジナル曲「あともうちょっとだけねんねさせて！」を3rd Digital singleとして配信、同日Music VideoをYouTubeにて公開。
- 2月17日、オリジナル曲「しーぴんすりーぴん」を4th Digital singleとして配信、同日Music VideoをYouTubeにて公開。同曲は韓国で若者を中⼼に⽀持されているベストフレンドのRicoとPincoのキャラクターMOMOREI×Suupeasの公式テーマソングのタイアップ曲として使用され、また二人がキービジュアルとなった。また、20年間枕だけを研究し、枕を販売しまくられていると噂のまくら株式会社×Suupeasコラボソングとなり、ダブルタイアップソングとなった。
- 3月14日、1st EP「寝具 a Song!] をDigitalで配信、全10で構成される。また、リリースを記念して、20年間枕だけを研究しているまくら株式会社とコラボレーションした「Suupeas まるで雲の上とってもスヤァ～なお昼寝まくら」を販売。
- 5月25日渋谷109の「MOMOREI」 POPUP「i LOVE iT〜RiCO&PiNCO'S CLOSET〜」にて1日店長を務める。また、InsutagramやTik TokにてSuupeasの公式タグと「しーぴんすりーぴん」を加えた投稿をすることで、メンバーの二人が選んだMOMOREIグッズが当選する投稿キャンペーンも実施された。
- 6月8日に、初のワンマンライブ「SING寝具SING〜スヤァ伝説の始まり〜」を渋谷WWWにて行われる。

## ディスコグラフィ
- 全て1st EP「寝具 a Song!」に収録されている。

|    | 発売日    | タイトル                           | シングル | 備考                                                                                  | 作詞・作曲    | イラストレーター                        | 振付師                      |
| -- | --------- | ---------------------------------- | -------- | ------------------------------------------------------------------------------------- | ------------- | --------------------------------------- | --------------------------- |
| 1  | 2025/3/4  | いんとろだくしょん〈OHAYHOU〉      | -        | -                                                                                     | さたぱんP     | -                                       | -                           |
| 2  | 2024/9/3  | ヘッチャカ                         | 1st      | MVリリース記念として、「まくら株式会社」とコラボキャンペーン実施                      | さたぱんP     | ジャケット/maple Movie/にこにこもかれー | SAYA                        |
| 3  | 2025/3/14 | 睡眠地下潜(もぐ)どってん!!釈明     | -        | -                                                                                     | yowanecity    | るあえる                                | 籾山ひめり                  |
| 4  | 2025/1/13 | あともうちょっとだけねんねさせて！ | 3rd      | -                                                                                     | rukaku        | -                                       | 休日に踊る社会人 さあちゃん |
| 5  | 2025/3/14 | アイム・ノット・プリンセス         | -        | -                                                                                     | ASUHIRO(康寛) | るあえる                                | 籾山ひめり                  |
| 6  | 2025/3/14 | ナイトメラ                         | -        | -                                                                                     | ふぁるすてぃ  | るあえる                                | 籾山ひめり                  |
| 7  | 2025/3/14 | わたしのラブシック                 | -        | -                                                                                     | 式浦躁吾      | るあえる                                | わた                        |
| 8  | 2024/11/1 | ℃りぃむ℃ore                        | 2nd      | -                                                                                     | tepe          | MIOCHIN(みおちん)                       | MIOCHIN(みおちん)           |
| 9  | 2025/2/17 | しーぴんすりーぴん                 | 4th      | まくら株式会社×Suupeas タイアップソング 「MOMOREI」×Suupeasタイアップ公式テーマソング | さたぱんP     | maple                                   | MIOCHIN                     |
| 10 | 2025/3/14 | あうとろだくしょん〈OYASUMI〉      | -        | -                                                                                     | さたぱんP     | -                                       | -                           |

## 出演

### テレビ番組
- 夜のブラキタ(2024年12月26日、HBC北海道放送にてコメント出演)
- プレミアMelodiX!（2025年3月10日、テレビ東京）
- ゴールデンドリーム（2025年4月23日、4月30日、5月7日、テレビ東京）
- 所さんの世田谷ベース （所さんの世田谷ベース「世田谷ベース・ライブ！やってみた。」、BSフジ）

### ラジオ
- やのひろみの部屋(2024年9月9日、南海放送にコメント出演)
- 802 Palette(2024年11月18日、FM802にて℃りぃむ℃oreオンエア)
- MIOCHINのラジオノセカイ(2024年12月7日、12月14日、InterFM897)
- MUSIC WOLF(2024年12月10日、長崎・佐賀NBCラジオにコメント出演)
- アニメ魂のアニ魂(2024年12月7日、ラジオ沖縄にてコメント出演)
- M!LK 吉田仁人のレコメン！(2025年2月20日、文化放送)
- おつかれさま（2025年3月14日、文化放送）
- あにめdown!(2025年3月14日、FMとやまにコメント出演)
- 木梨の会（2025年3月29日、5月31日、6月7日、TBSラジオ）

## ライブ
| 出演日     | タイトル                                                                         | 会場・備考                           |
| ---------- | -------------------------------------------------------------------------------- | ------------------------------------ |
| 2024/11/26 | ZEPPIN DISCO Vol.1                                                               | KT Zepp Yokohama                     |
| 2025/1/30  | ZEPPIN DISCO Vol.2                                                               | KT Zepp Yokohama                     |
| 2025/3/13  | Anime Garden2025                                                                 | Supertree Grove(シンガポール)        |
| 2025/3/16  | フリーミニお昼寝ライブ〜KABUKIでOYASUMI zzz〜                                    | 東急歌舞伎町タワー2階「FIRST STAGE」 |
| 2025/5/24  | Quick Japan Presents「Cross Flow」Vol.1                                          | Zeep Shinjuku                        |
| 2025/3/16  | ワンマンライブ・SING寝具SING 〜スヤァ伝説の始まり〜                              | 渋谷WWW                              |
| 2025/6/26  | ZEPPIN DISCO Vol.4                                                               | KT Zepp Yokohama                     |
| 2025/7/16  | VIRAL                                                                            | ZERO TOKYO                           |
| 2025/8/1   | Overnight vol.2                                                                  | Zeep Shinjuku                        |
| 2025/8/10  | ワンマンライブ・SING 寝具 SING 〜W studio RED 10th ANNIVERSARY TADAIMATSUYAMA!〜 | W studio RED                         |
| 2025/8/22  | ZIPANGU the Party!!                                                              | ZEROTOKYO                            |